# German Aleksandrovič Lopatin
German Aleksandrovič Lopatin, in russo: Герман Александрович Лопатин (Nižnij Novgorod, 25 gennaio 1845 – Pietrogrado, 26 dicembre 1918), è stato uno scrittore e rivoluzionario russo.
Fu membro della Prima Internazionale e primo traduttore in russo del Capitale di Marx.

## Biografia
Nato in una famiglia nobile, studiò fisica e matematica all'Università di San Pietroburgo, laureandosi nel 1866 con la tesi Sulla generazione spontanea, che mostra la sua adesione al materialismo di Vogt, Büchner e Moleschott. Quello stesso anno, sospettato di complicità con l'attentatore Karakozov, fu detenuto in carcere da cui venne rilasciato dopo due mesi per mancanza di prove.
Nel 1867 si recò in Italia, contando di arruolarsi tra i garibaldini in un'impresa che avrebbe dovuto portare alla liberazione di Roma, ma giunse a Firenze quando già i garibaldini combattevano a Mentana. Tornato in Russia, con Feliks Volkovskij fondò alla fine dell'anno la Società del rublo, un'organizzazione che intendeva svolgere propaganda rivoluzionaria tra i contadini facendo diffondere dai maestri di scuola dei villaggi pubblicazioni sia legali che illegali.
Per questo motivo, fu arrestato nel febbraio del 1868 e dopo otto mesi di detenzione nella fortezza Pietro e Paolo fu esiliato a Stavropol' dove cominciò a studiare gli scritti di Karl Marx ed entrò in corrispondenza con Nečaev e Bakunin. La scoperta delle lettere gli procurò un nuovo arresto, ma riuscì a fuggire e raggiunse Kadnikov, la località dove era confinato Lavrov. Lopatin partecipò all'organizzazione della sua fuga e nel 1870 espatriò in Francia.
A Parigi divenne membro della Prima Internazionale e s'impegnò nella traduzione in russo del primo libro de Il Capitale di Marx che, portata a termine da Danielson, sarà pubblicata a San Pietroburgo nel 1872. Nell'estate del 1870 passò a Londra, dove conobbe e divenne amico di Marx ed Engels, e fu eletto al Consiglio generale dell'Internazionale.
Lopatin tornò illegalmente in Russia alla fine dell'anno per partecipare al tentativo di liberare lo scrittore Černyševskij. Fu però arrestato e confinato a Irkutsk da dove fuggì nell'estate del 1872 raggiungendo Tomsk, dove fu ancora arrestato e incarcerato a Irkutsk. Nuovamente fuggito nel 1873, raggiunse clandestinamente Pietroburgo e di qui lasciò la Russia stabilendosi a Zurigo. Appoggiò Marx nel suo conflitto con Bakunin e in un primo tempo collaborò con la rivista di Lavrov «Vperëd!» (Avanti!), distaccandosene per divergenze teoriche.
Nel 1877 nacque a Londra suo figlio Bruno, avuto dalla sua compagna dalla quale si separerà nel 1883. Più volte tornava clandestinamente in Russia, e nel 1879 fu riconosciuto e arrestato. Deportato a Taškent nel 1880 e poi a Vologda, nel febbraio del 1883 riuscì a fuggire rifugiandosi a Parigi. Qui aderì alla Narodnaja Volja e divenne membro del suo Comitato esecutivo. Durante una missione a Pietroburgo, il 6 ottobre 1884 fu arrestato e incarcerato nella fortezza Pietro e Paolo. Fu tra gli imputati del cosiddetto «processo dei 21» e nel giugno del 1887 fu condannato a morte. Commutata la pena nell'ergastolo da scontare nella fortezza di Schlisselburg, fu rilasciato il 23 ottobre 1905, al tempo della Rivoluzione.
Malato, abbandonò la politica attiva, stabilendosi a Vilnius. Alla fine del 1908 si trasferì in Italia, ospite di amici russi a Cavi di Lavagna, a Bogliasco e a Fezzano di Portovenere, sorvegliato dalle polizie russe e italiane. Incontrò due volte Gor'kij a Capri e visitò Napoli e Roma. Dal 1913 fu ospite nella Casa degli scrittori di Pietroburgo, dove morì alla fine del 1918. È sepolto nel cimitero di Volkovo.
Lopatin scrisse poesie e racconti, e un'autobiografia pubblicata postuma nel 1922.

## Memoria
- A San Pietroburgo gli è intitolata una strada ed è ricordato da una targa posta sulla Casa degli scrittori
- A Nižnij Novgorod gli è intitolata una strada
- A Stavropol', dove una strada porta il suo nome, viene ricordato da un monumento e la casa da lui abitata è adibita a Museo delle antichità russe